# Облога Гродна (1706)
Облога Гродна — епізод Великої Північної війни, відбувся в січні-березні 1706 року.
13 січня 1706 року шведська армія на чолі з Карлом XII, що підійшла з-під Варшави, подолала без бою Німан, відтіснила кінноту Олександра Меншикова до Мінська і, обійшовши Гродно, відрізала сполучення московським військам, що перебували в місті, з основними силами. При цьому Карл утримався від штурму міста через відсутність артилерії.
Московськими військами командували генерал-фельдмаршал Георг Огільві та генерал Анікіта Репнін, їх число становило біля 23-24 тисяч осіб. Московські генерали недооцінили швидкість дій шведів і, тому, не змогли виконати рішення про загальний відступ, ухвалене 11 січня на військовій нараді в Гродні.
Становище московитів ускладнилося тим, що їх союзник — польський король Август II — 17 січня покинув гродненський табір, забравши 600 осіб саксонської кінноти та 4 драгунських полки.
Обклавши Гродно, шведи зайняли Несвіж і обложили Ляховичі.
Від нестачі провіанту і хвороб до кінця зими втрати московитів склали 8 тисяч осіб. Цар Петро наказав блокованим військам триматися до весни, а потім відступати за Німан, до Бреста і далі до Дніпра. У квітні оточені покинули Гродно і до травня їм вдалось з'єднатися з основними силами. При цьому виявилось, що Карл, який намагався переслідувати відступаючих, помилково обрав не той шлях.